# K200
O K200 KIFV (Korea Infantry Fighting Vehicle), é um Veículo blindado de transporte de pessoal Sul coreano produzido originalmente pela Daewoo Heavy Industries como um substituto doméstico aos importados antigos, como o M-113, em serviço nas Forças Armadas da Coreia do Sul. Desde 2009, o K200 tem sido complementado pelo K21. Um total de 2.383 veículos K200, em várias configurações, foram produzidas entre 1985 e 2006, incluindo 111 veículos K200A1 exportados para a Malásia.

## Algumas Variações
- KAFV90, Veículo com torre de 90 milímetros. O veículo com um canhão de 90 milímetros foi projetado para fornecer mais fogo de apoio  para proteger as unidades de tropas mecanizadas. Para executar a sua missão de forma eficiente na guerra moderna, pode ser transportado por via aérea, a bordo do C-130.
- KAFV25, 25 mm (Oerlikon KBA Contraves 25 milímetros canhão automático ) KAFV O 25 é um Carro de combate blindado que fornecer fogo contra tanques leves e bunkers inimigos.
- K216, Veículo de detecção de ataque Químico, Nuclear e Biológico, NBCRV está equipada com MM-1 (Espectrômetro Móvel de massa), VWOS, km-43A1 NBC sistema de alarme, AN/VDR-2 Radiac Set, 4 Crews.
- K242A1,  Transportador de Morteiro 107 mm.
- K263A1, 20 mm  (Vulcan Air Defense System) Os 20 milímetros AA Gun Carrier prevê a supressão eficaz contra as aeronaves não apenas à baixa altitude, mas também alvos chão. Com cadencia de 3.000 tiros por minuto, é capaz de produzir fogo efetivo direto contra alvos terrestres dentro de 2 km e alvo no ar dentro de 1,2 km.
- K277A1, Posto de comando.
- K281A1,  Transportadora de Morteiro 81 mm.
- K288A1,  recuperação de veículos blindados de recuperação do veículo.
- VEÍCULO AMBULÂNCIA A ambulância está equipada com quatro conjuntos de cama, dois reanimadores automáticos de oxigênio e medicamentos.